# Diamma bicolor
Diamma bicolor Westwood, 1835 è un Thynnidae, unica specie della sottofamiglia Diamminae e del genere Diamma.

## Descrizione
Le femmine raggiungono i 25 mm e sono attere, mentre i maschi sono più piccoli (circa 15 mm) e sono dotati di ali.

## Biologia
Le femmine cacciano esclusivamente grillotalpidi. Le uova vengono deposte dopo che la preda è stata paralizzata e in seguito, una volta schiusasi la larva, si ciberà della preda. I maschi adulti si cibano di nettare e polline.

## Distribuzione e habitat
La specie è presente in Australia.